# خورشیدگرفتگی ۲۴ اوت ۲۰۶۳
خورشیدگرفتگی ۲۴ اوت ۲۰۶۳ (به انگلیسی: Solar eclipse of August 24, 2063) یک خورشیدگرفتگی از نوع خورشیدگرفتگی کامل است. این خورشیدگرفتگی در تاریخ ۲۴ اوت ۲۰۶۳ میلادی (‎۲ شهریور ۱۴۴۲ خورشیدی) روی خواهد داد که زمان اوج آن، ساعت ۱:۲۲:۱۱ به‌وقت ساعت هماهنگ جهانی است. مدت زمان و طول این خورشیدگرفتگی ۵ دقیقه و ۴۹ ثانیه خواهد بود.